# FileMaker Magazin
Das FileMaker Magazin (FMM) ist eine Computerzeitschrift für Entwickler der Datenbank-Plattform FileMaker. Das Magazin erscheint alle zwei Monate mit einer Druckauflage und PDF-Ausgabe im Abonnement. Herausgeber ist der K&K Verlag. Die Zeitschrift erscheint seit 1994.

## Inhalt
Die Beiträge werden überwiegend von freien Autoren aus dem Kreis der FileMaker-Entwickler verfasst. Neben Fachbeiträgen gibt es Rubriken für Branchen-Neuheiten, Kleinanzeigen und Veranstaltungen. Das Magazin berichtet über neue Software-Versionen und liefert Informationen zu Veranstaltungen und Konferenzen aus dem FileMaker-Umfeld. Es ist das einzige deutschsprachige Fachmagazin speziell zu diesem Thema.
Ergänzt wird das FileMaker Magazin durch einen Online-Auftritt, der die Rubriken der Print-Ausgabe, wie zum Beispiel Neuheiten, Buchrezensionen, Termine und Kleinanzeigen ergänzt. Es gibt Servicebereiche mit Übersichten zu aktuellen Software-Versionen und Tools von Drittanbietern. Für Abonnenten stehen alle Ausgaben zum Download zur Verfügung. Außerdem ist ein Web-Forum angegliedert, das von Claris, dem Hersteller von FileMaker, für den deutschsprachigen Support empfohlen wird.

## FMM Awards
Das Magazin vergibt seit 2011 jährlich im Rahmen der FileMaker-Konferenzen die FMM Awards in mehreren Kategorien.
|      | Beste Lösung                               | Beste Dienstleistung                                               | Beste Informationsquelle                        | Bestes Marketing           | Bestes Tool/Plugin                                             | Bestes Hosting                 | Beste FileMaker Branchenleistung                                                        | Bester FileMaker Multiplikator                                                             | Beste fachwissenschaftliche Veröffentlichung | Sonderpreis                                        |
| ---- | ------------------------------------------ | ------------------------------------------------------------------ | ----------------------------------------------- | -------------------------- | -------------------------------------------------------------- | ------------------------------ | --------------------------------------------------------------------------------------- | ------------------------------------------------------------------------------------------ | -------------------------------------------- | -------------------------------------------------- |
| 2011 | Nicolaus Busch; Litlink                    |                                                                    | Horst Grossmann: FileMaker Pro 11 in der Praxis | Markus Schall; goFileMaker | Armin Egginger; CrossCheck                                     |                                |                                                                                         |                                                                                            |                                              |                                                    |
| 2012 | Michael Hennings; iMikel                   |                                                                    | Joseph Deventer; Lehrmaterialien                |                            | Christian Schmitz; MBS Plugin                                  |                                |                                                                                         |                                                                                            |                                              | FileMaker Konferenz Team                           |
| 2013 | Christoph Stroth; CAOS                     |                                                                    |                                                 | Denkform; u. a. Webinars   | Bernhard Schulz; FM Code Library                               |                                |                                                                                         |                                                                                            |                                              | Sigrid Lutz                                        |
| 2014 | Robert Kaiser; StarkIScanner, FM-Go-Lösung | Jörg Köster; Beiträge im Forum                                     |                                                 |                            | Jens Teich; Universal XSLT                                     |                                |                                                                                         |                                                                                            |                                              |                                                    |
| 2015 | pme Familienservice                        | Markus Schneider; ReM Software                                     |                                                 |                            | Winfried Huslik; FMVis und FMDiff                              | Thomas Hahn; walkingtoweb GmbH |                                                                                         |                                                                                            |                                              | Klemens Kegebein; „FileMaker Community Award“      |
| 2016 | Günther Schwertfeger; CSB Handwerk         | Otmar Kramis; Beiträge im FMM Forum                                |                                                 |                            | Christian Schmitz; MBS-Plugin Innovationspreis FileMaker Tools |                                |                                                                                         |                                                                                            |                                              | Benjamin Fehr; Sonderpreis der FileMaker Community |
| 2017 | Günter Borg; Gastrosuite                   | Dr. Volker Krambrich; Beratung u. Support für Netzwerklösungen     |                                                 |                            |                                                                |                                | Harald Mair; PROJEKT PRO; 25 Jahre Softwareentwicklung für Architekten und Bauingeniere | Peer Raddatz; Lufthansa Technik AG; Verbreitung von FileMaker im Unternehmen               |                                              |                                                    |
| 2018 |                                            | Erich Schmidt; Beiträge im Diskussionsforum des FileMaker Magazins |                                                 |                            | Russell Watson; kostenloses Tool „fmWorkMate“                  |                                | Thomas Giesinger (tgmedia); Software „AZURO office“                                     | Eckart Johannesmeyer (Weidmüller Interface GmbH & Co. KG); internationale CAQ-Koordination |                                              |                                                    |
| 2019 |                                            | als Newcomer, Jan Hagemeister                                      | Holger Darjus; KIWI GmbH                        |                            |                                                                |                                |                                                                                         | Gerhard Schwingenschlögl; Schenker & Co AG                                                 | Arnold Kegebein                              |                                                    |